# Condado de Mitchell (Carolina do Norte)
O Condado de Mitchell é um dos 100 condados do estado americano da Carolina do Norte. A sede do condado é Bakersville, e sua maior cidade é Bakersville. O condado possui uma área de 575 km² (dos quais 2 km² estão cobertos por água), uma população de 15 687 habitantes, e uma densidade populacional de 21 hab/km² (segundo o censo nacional de 2000). O condado foi fundado em 1861.